# جیانلوکا کوموتو
جیانلوکا کوموتو (انگلیسی: Gianluca Comotto؛ زادهٔ ۱۶ اکتبر ۱۹۷۸) بازیکن فوتبال اهل ایتالیا است.
از باشگاه‌هایی که در آن بازی کرده‌است می‌توان به باشگاه فوتبال رجینا، باشگاه فوتبال پروجا، باشگاه فوتبال فیورنتینا، باشگاه فوتبال آسکولی، باشگاه فوتبال تورینو، باشگاه فوتبال آ.اس. رم، باشگاه فوتبال چزنا، و باشگاه فوتبال ویچنزا اشاره کرد.